# ニコライ・ギャウロフ
ニコライ・ギャウロフ（ブルガリア語: Николай Гяуров, ラテン文字転写: Nicolai Ghiaurov, Nikolaj Gjaurov, 1929年9月13日 - 2004年6月2日）は、ブルガリア出身のオペラ歌手（バス）。
戦後最高のバス歌手の一人とされ、広い音域で深みのある声を持ち、知的でよくコントロールした歌唱を聴かせた。バルカン系バス特有の癖が少なく、スラヴ・オペラ、イタリア・オペラ、フランス・オペラ、モーツァルト作品までまったく違和感のない歌唱を聴かせる。レコード録音でも『ボリス・ゴドゥノフ』『シモン・ボッカネグラ』『ドン・ジョヴァンニ』など数多くの作品を記録している。

## 生涯
ブルガリア王国のヴェリングラードで生まれ、ソフィア音楽院でクリスト・ブランバロフに、さらにレニングラード音楽院およびモスクワ音楽院でも学ぶ。
ワルシャワと1955年のパリ国際音楽コンクールで優勝し、同年ソフィアの歌劇場でパイジェッロの『セビリアの理髪師』のドン・バジリーオを歌いデビューした。翌年ウィーンで『アイーダ』のランフィスを歌い成功、翌1958年にはボリショイ劇場でメフィストフェレス（グノーの『ファウスト』）やピーメン（ムソルグスキーの『ボリス・ゴドゥノフ』）を歌い注目を集めるとともに、イタリアでもボローニャ歌劇場でバジーリオを歌いデビューした。翌年、『ボリス・ゴドゥノフ』でミラノ・スカラ座に出演、1962年にはコヴェント・ガーデン、1965年にはメトロポリタン歌劇場にもデビューし、さらにウィーン、パリ・オペラ座、ザルツブルク音楽祭などに次々と出演して、様々な歌手や指揮者との活躍の場を広げていった。
日本には1973年の第7次NHKイタリア歌劇団公演の『ファウスト』でメフィストフェレスを歌い、続く第8次NHKイタリア歌劇団でも『シモン・ボッカネグラ』のフィエスコを歌った。また1981年のミラノ・スカラ座の公演では『シモン・ボッカネグラ』のフィエスコを演じ、シモンを歌うピエロ・カップチッリとの熱い競演を見せた。
最初の妻でピアニストのズラティーナ・ミシャコワと離婚後、イタリアの名ソプラノ歌手ミレッラ・フレーニと再婚し、2人でしばしば揃って劇場やレコード録音に登場していた。
2004年1月には、デビュー役であるドン・バジーリオをヴェネツィアで歌っている。同年5月、心臓発作に襲われ、自宅のある（フレーニの生まれ故郷）モデナ近郊の病院に入院していたが、6月2日に死去した。